# Morcov
Morcovul (Daucus carota subsp. sativus ) este o plantă plantă bienală din familia Apiaceae (numită și Umbelliferae), cultivată pe scară largă pentru rădăcina sa cărnoasă, comestibilă, consumată ca legumă. Morcovul este, după cartof, principala legumă cultivată în lume pentru rădăcina sa. Rădăcina este de obicei de culoare portocalie, deși există soiuri de culoare violet, negru, roșu, alb și galben, toate acestea fiind forme domestice ale morcovului sălbatic, Daucus carota, originar din Orientul Mijlociu și Asia de Sud-Vest. Planta provine probabil din Persia și a fost cultivată inițial pentru frunzele și semințele sale. Cea mai des consumată parte a plantei este rădăcina pivotantă, deși tulpinile și frunzele pot fi și ele consumate. Morcovul domestic a fost cultivat selectiv pentru o rădăcina mai mare, mai gustoasă și mai puțin lemnoasă.
La început, planta dezvoltă o rozetă de frunze în timp ce își mărește rădăcina pivotantă. Soiurile cu creștere rapidă se maturizează în trei luni (90 de zile) de la însămânțarea semințelor, în timp ce soiurile cu maturare mai lentă au nevoie de o lună mai mult (120 de zile). Rădăcinile conțin cantități mari de alfa și beta-caroten și sunt o sursă bună de vitamina A, vitamina K și vitamina B6.
Organizația pentru Alimentație și Agricultură a Națiunilor Unite (FAO - Food and Agriculture Organization of the United Nations) raportează că producția mondială de morcovi și napi (aceste plante sunt combinate de FAO) în 2020 a fost de 41 de milioane de tone, cu peste 44% din totalul mondial fiind crescut în China. Morcovii sunt consumați în mod obișnuit cruzi, murați sau gătiți în diferite bucătării.

## Etimologie

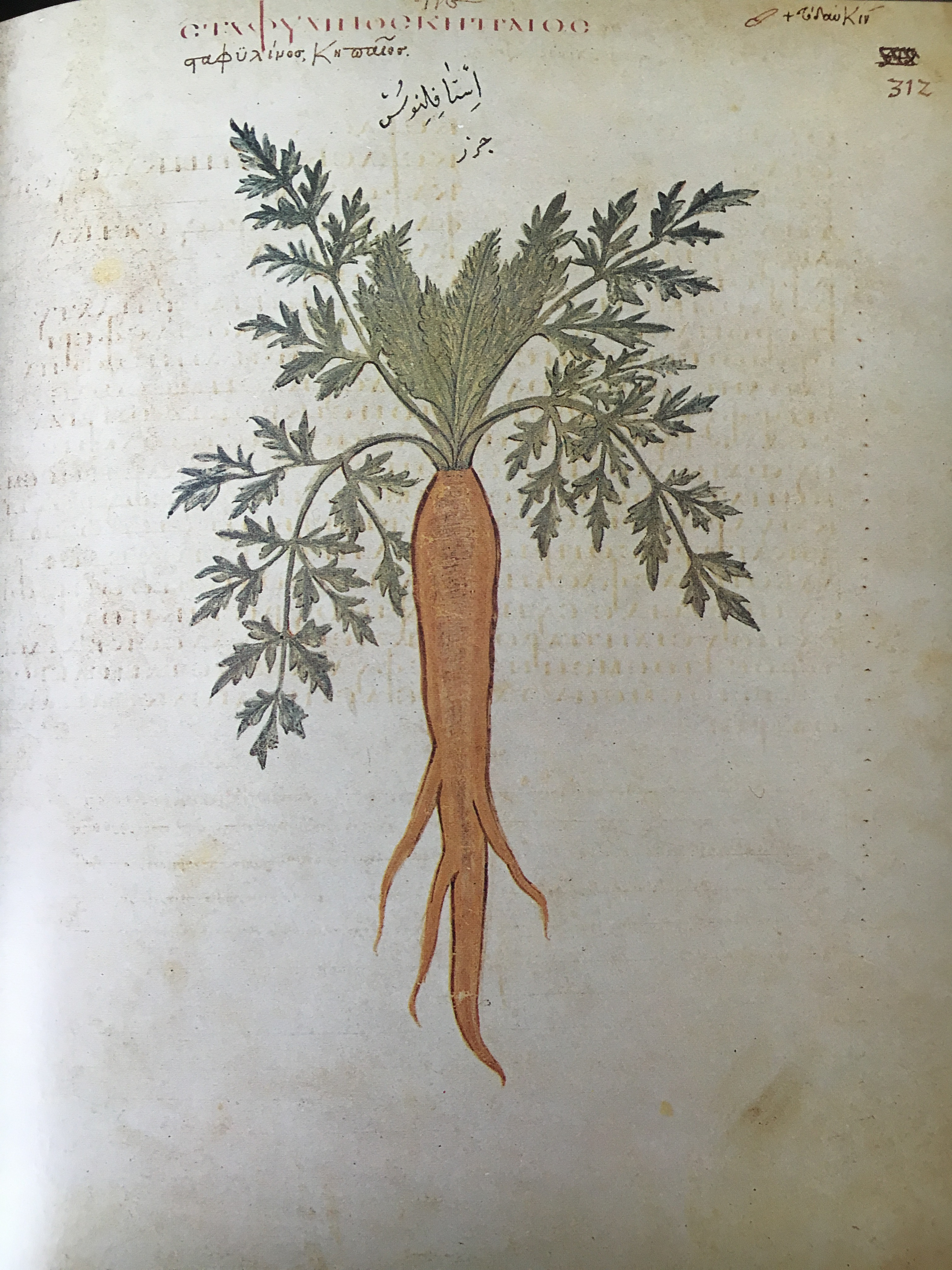
O reprezentare etichetată „morcov de grădină” din Codexul Juliana Anicia, o copie Constantinopolitană din secolul al VI-lea d.Hr. a farmacopeei grecești a lui Dioscoride din secolul I. Pe pagină este menționat că „rădăcina poate fi gătită și mâncată”.

Cuvântul provine din rădăcina proto-indo-europeană *ker- („corn”), datorită formei sale asemănătoare cornului. Grecii l-au preluat în greaca veche drept καρωτόν karōtón, cuvânt care a fost preluat la rândul lui de latina târzie drept carōta. Ulterior, francezii l-au adaptat în carotte. De la aceștia, englezii l-au împrumutat sub forma carrot, utilizarea căruia a fost înregistrată pentru prima dată în 1530. În engleza veche, morcovii (de obicei albi la acea vreme) nu se distingeau clar de păstârnac, așa că cele două plante erau numite colectiv moru sau more (din proto-indo-europeanul *mork- „rădăcină comestibilă”, cf. German Möhre, rusă морковь (morkov), bulgară морков (morkov). Românii l-au preluat din limbile slave.
Diverse limbi încă folosesc același cuvânt pentru morcov și rădăcină; de ex. olandezul wortel.

## Taxonomie
Primul care a dat un nume științific morcovului cultivat a fost naturalistul german Georg Franz Hoffmann în 1791, care l-a considerat o varietate de Daucus carota, sub bazionimul Daucus carota var. sativus. Acest taxon a fost revizuit în 1834 de Gustav Schübler și Georg Matthias von Martens, care au calificat morcovul cultivat drept subspecie, sub denumirea trinominală Daucus carota subsp. sativus . Alți autori au ridicat-o la rangul de specie, sub denumirile Carota sativa, Carota sylvestris, Daucus carota sau Daucus sativus . Numele corect, însă, este Daucus carota subsp. sativus.

## Istorie

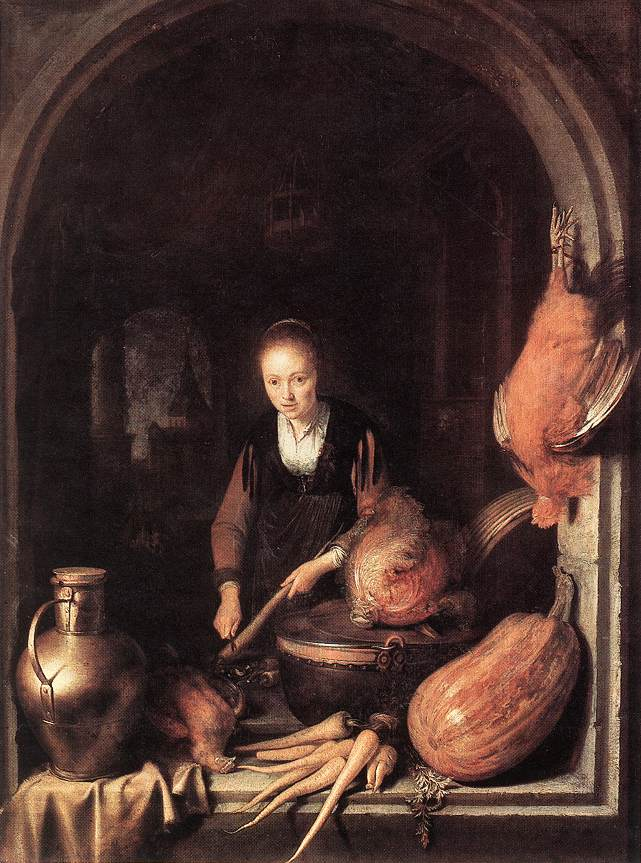
Femeie curățând morcov, ulei pe pânză de Gerrit Dou (1660): un exemplu de natură statică ce prezintă morcovi portocalii, anterioară primei mențiuni scrise cunoscute despre aceștia.

Atât istoria scrisă, cât și studiile genetice moleculare indică faptul că morcovul domestic are o singură origine în Asia Centrală. Morcovul de astăzi (Daucus carota subsp. sativus) provine în mod direct din morcovul sălbatic (Daucus carota) cultivat în Persia (în prezent Iran și Afganistan), regiune care rămâne centrul diversității genetice pentru morcovul sălbatic. Morcovul a fost probabil cultivat selectiv de-a lungul secolelor pentru a-i reduce amărăciunea, a-i crește dulceața și a-i minimiza miezul lemnos; acest proces a produs leguma cu care suntem familiarizați astăzi. 
Când au fost cultivați pentru prima dată, morcovii au fost cultivați pentru frunzele și semințele lor aromate mai degrabă decât pentru rădăcini. Semințele de morcov au fost găsite în Elveția și Germania de Sud, datând din anii 2000-3000 î.Hr. Unele rude apropiate ale morcovului sunt încă cultivate pentru frunzele și semințele lor, cum ar fi pătrunjelul, coriandrul, fenicul, anasonul, mărarul și chimionul. Prima mențiune a rădăcinii în izvoarele clasice este din secolul I d.Hr. și menționează că romanii au mâncat o legumă rădăcinoasă numită pastinaca, care poate fi fie morcovul, fie păstârnacul cu care este înrudit. Linnaeus a folosit ulterior cuvântul ca nume științific pentru genul Pastinaca, ce include păstârnacul.
Planta este descrisă și în Codexul Juliana Anicia din Roma de Est, o copie Constantinopolitană din secolul al VI-lea d.Hr. a farmacopeei de ierburi și medicamente din secolul I a medicului grec Dioscoride, De Materia Medica. Trei tipuri diferite de morcovii sunt reprezentați, iar textul afirmă că „rădăcina poate fi gătită și mâncată”. O altă copie a acestei lucrări, Codex Neapolitanes de la sfârșitul secolului al VI-lea sau începutul secolului al VII-lea, are practic aceleași ilustrații, dar cu rădăcini în violet.
Planta a fost introdusă în Spania de mauri în secolul al VIII-lea. În secolul al X-lea, rădăcinile din Asia de Vest, India și Europa erau violete. Morcovul modern își are originea în Afganistan cam în această perioadă. Savantul evreu din secolul al XI-lea Simeon Seth descrie atât morcovii roșii, cât și cei galbeni, la fel ca și agricultorul arabo-andaluz din secolul al XII-lea, Ibn al-'Awwam.  Morcovii de cultură au apărut în China în secolul al XII-lea, și în Japonia în secolul al XVI-lea sau al XVII-lea.
Există multe afirmații conform cărora cultivatorii olandezi au creat morcovi portocalii în secolul al XVII-lea pentru a onora steagul olandez de la acea vreme și pe Wilhelm de Orania. Alte autorități spun că aceste afirmații nu sunt susținute de către dovezi convingătoare și ca morcovul portocaliu a fost probabil favorizat de către europeni pentru că, spre deosebitre de morcovul mov, nu maronește supele și tocanele, deci fiind mai atractiv vizual. Există evidențe pictografice ale morcovului portocaliu încă din 512, dar soiul nu a fost stabil probabil până când olandezii nu l-au cultivat selectiv pentru culoarea sa portocalie, numind soiul rezultat „portocaliul lung”.
În Marea Britanie morcovii portocalii au fost descriși tot cam în această perioadă și de către anticarul englez John Aubrey (1626–1697): „Morcovii au fost semănați pentru prima dată la Beckington în Somersetshire. Un om foarte bătrân de acolo [în 1668] și-a amintit prima lor aducere aici.”
Coloniștii europeni au introdus morcovul în Statele Unite ale Americii  în secolul al XVII-lea.
Morcovii violeți (exteriorul este violet, interiorul este portocaliu, galben sau alb), au fost vânduți în magazinele britanice începând cu 2002. Morcovii roșii vânduți în SUA sunt din soiul Kyoto și soiul Atomic Red.

## Descriere

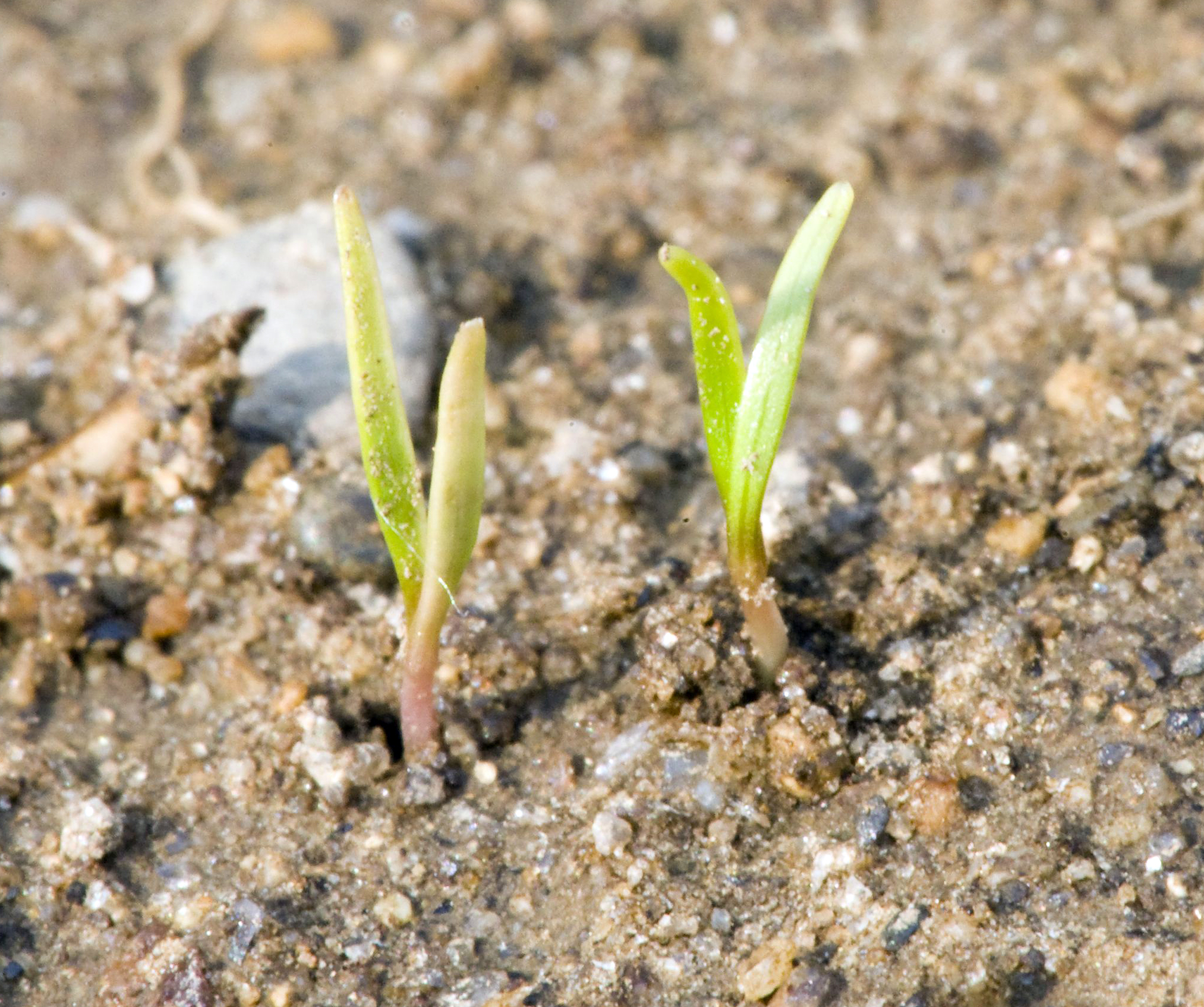
Răsadurile la scurt timp după germinare

Morcovul este o plantă bienală. În primul an, rozeta sa de frunze produce cantități mari de zaharuri, care sunt stocate în rădăcina pivotantă pentru a furniza plantei energia necesară înfloririi în al doilea an. 
La scurt timp după germinație, răsadurile de morcov prezintă o demarcație distinctă între rădăcina pivotantă și tulpină: tulpina este mai groasă și nu are rădăcini laterale. La capătul superior al tulpinii se află cotiledonul. Prima frunză adevărată apare la aproximativ 10-15 zile după germinare. Frunzele ulterioare sunt alternative (cu o singură frunză atașată la un nod), aranjate spiralat și compuse paripenat, cu bazele frunzelor învelind tulpina. Pe măsură ce planta crește, bazele frunzelor, lângă rădăcina pivotantă, sunt împinse în afară. Tulpina, situată chiar deasupra solului, este comprimată, iar internodurile nu sunt distincte. Când tulpina semințelor se alungește pentru înflorire, vârful tulpinii se îngustează și devine ascuțit, iar tulpina se extinde în sus pentru a produce o inflorescență foarte ramificată, cu o înălțime de până la 60-200 cm.

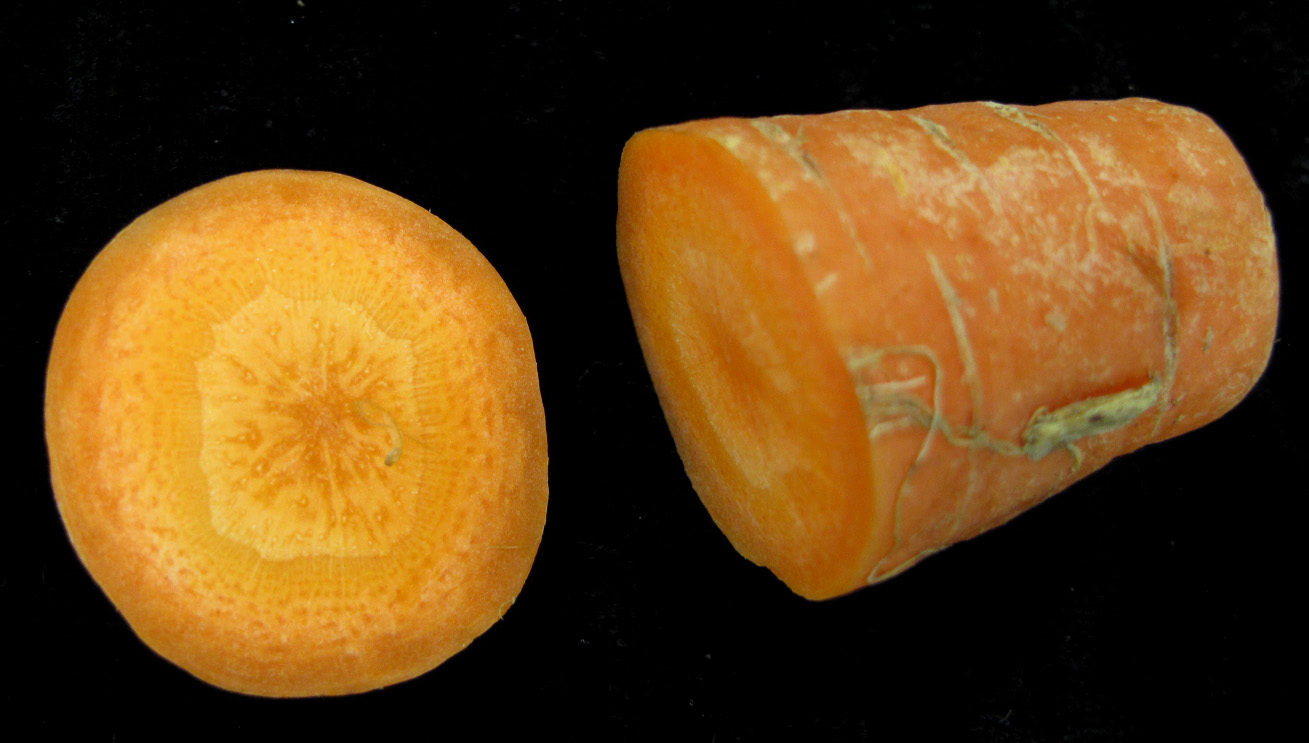
Secțiune transversală a rădăcinii morcovului, evidențiind cortexul în exterior (floemul) și miezul în interior (xilemul).

Cea mai mare parte a rădăcinii pivotante constă dintr-un cortex exterior pulpar (floem) și un miez interior (xilem). Morcovii de înaltă calitate au o proporție mare de cortex în comparație cu miezul. Deși nu este posibil un morcov complet fără xilem, unele soiuri au miezuri mici și profund pigmentate, deci rădăcina pivotantă poate părea să nu aibă un miez atunci când culorile cortexului și miezului sunt similare ca intensitate. Rădăcinile pivotante sunt de obicei lungi și conice, deși există soiuri cilindrice și aproape sferice. Diametrul rădăcinii poate varia de la 1 cm până la 10 cm în partea cea mai largă. Lungimea rădăcinii variază de la 5 la 50 cm, deși majoritatea au între 10 și 25 cm.
Dezvoltarea florii începe atunci când meristemul plat se schimbă de la producerea de frunze la un meristem conic ridicat, capabil să producă alungirea tulpinii și o inflorescență. Inflorescența este o umbelă compusă, iar fiecare umbelă conține mai mulți peduculi (umbelete). Prima umbelă (primară) apare la capătul tulpinii florale principale; umbele secundare mai mici cresc din ramura principală, iar acestea se ramifică în continuare în a treia, a patra umbelă și chiar în umbele cu înflorire ulterioară.
O umbelă mare, primară, poate conține până la 50 de pedunculi, fiecare dintre aceștia putând avea până la 50 de flori; umbelele ulterioare au mai puține flori. Florile individuale sunt mici și albe, uneori cu o nuanță verde deschis sau galben. Ele sunt alcătuite din cinci petale, cinci stamine și o sepală. De obicei, staminele se despart și cad înainte ca stigmatul să devină receptiv pentru primirea polenului. Staminele sterile se împart în două categorii: o categorie maro ale căror petale se ofilesc îninte să se deshidă și a doua categorie cele care își menține petalele. Carpelele din pistil prezintă pe suprafața superioară un disc care conține nectarul.
Florile își schimbă sexul de-a lungul dezvoltării lor, astfel încât staminele își eliberează polenul înainte ca stigmatul aceleiași flori să fie receptiv. Aranjamentul este centripet, ceea ce înseamnă că cele mai vechi flori sunt aproape de margine, iar cele mai tinere flori sunt în centru. Florile se deschid de obicei mai întâi la marginea exterioară a umbelei primare, urmate aproximativ o săptămână mai târziu de umbelele secundare și apoi în săptămânile următoare de umbele de ordin inferior.
Perioada obișnuită de înflorire a umbelelor individuale este de 7 până la 10 zile, astfel încât o plantă poate fi în proces de înflorire timp de 30-50 de zile. Umbelele și nectarul se disting prin atragerea viguroiasă a insectelor polenizatoare. După fertilizare și pe măsură ce semințele se dezvoltă, peduculii exteriori ai umbelei se îndoaie spre interior, ceea ce face ca forma umbelei să se schimbe de la ușor convexă sau destul de plată pînă la concavă.
Fructul care se dezvoltă este un schizocarp format din doi mericarpi; fiecare mericarp este o sămânță de tip achenă. Mericarpii perechi sunt ușor de separat când sunt uscați. Separarea prematură (prin fărâmare) înainte de recoltare este nedorită, deoarece poate duce la pierderea semințelor. Semințele mature sunt aplatizate pe partea comisurală care este orientată spre septul ovarului. Partea turtită are cinci nervuri longitudinale. Perii care ies din aceste nervuri sunt de obicei îndepărtați prin abraziune în timpul curățării. Semințele conțin și tuburi cu ulei. Semințele variază oarecum în mărime, variind de la mai puțin de 500 până la mai mult de 1000 de semințe per gram.

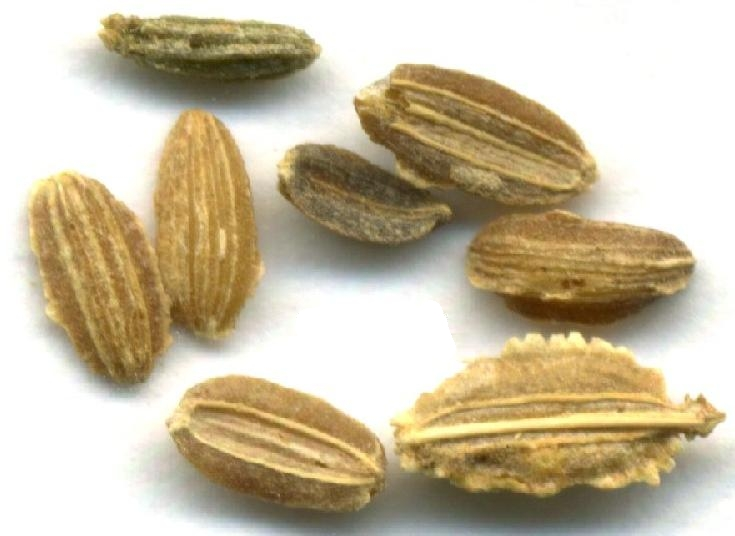
Semințe de morcov

Morcovul are un mecanism remarcabil de dispersie a semințelor. Tulpinile sunt higroscopice, astfel încât atunci când sunt uscate și condițiile sunt favorabile pentru împrăștierea semințelor se îndoaie spre exterior, expunând fructele vântului și animalelor. Pe vreme umedă, se pliază spre interior și își reiau forma caracteristică a unui cuib de pasăre care protejează semințele.

### Genetică
Morcovul este o specie diploidă și are nouă cromozomi relativ scurți, de lungime uniformă (2 n = 18). Mărimea genomului este estimată la 473 de mega perechi de baze, care este de patru ori mai mare decât Arabidopsis thaliana (o plantă utilizată foarte des în cercetare), o cincime din dimensiunea genomului de porumb și aproximativ aceeași dimensiune cu genomul orezului.

### Compoziție chimică

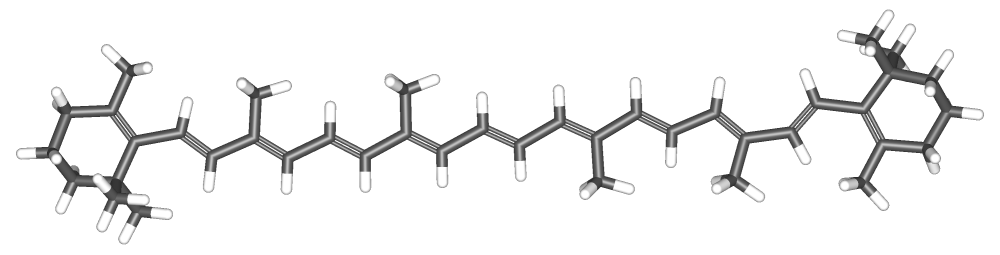
Structura β-carotenului. Carotenul este responsabil pentru culoarea portocalie a morcovilor și a multor alte fructe și legume.

Legumele din familia Apiaceae, cum ar fi morcovii, conțin poliacetilene care au activitate citotoxică. Falcarinolul și falcarindiolul sunt astfel de compuși. Acesta din urmă prezintă activitate antifungică față de Mycocentrospora acerina și Cladosporium cladosporioides. Falcarindiolul este principalul compus responsabil pentru amărăciunea morcovilor.
Morcovul mai conține și pirolidină (prezentă în frunze), precum și 6-hidroximeleină, 6-metoximeleină, eugenină, 2,4,5-trimetoxibenzaldehidă (gazarină), falcarindiol 3-acetat și altele.
Culoarea portocalie caracteristică a rădăcinii morcovului este dată de alfa- și beta-caroten care se găsesc în morcov în cantități mari. Acești coloranți naturali sunt și precursori pentru vitamina A.

## Cultivare

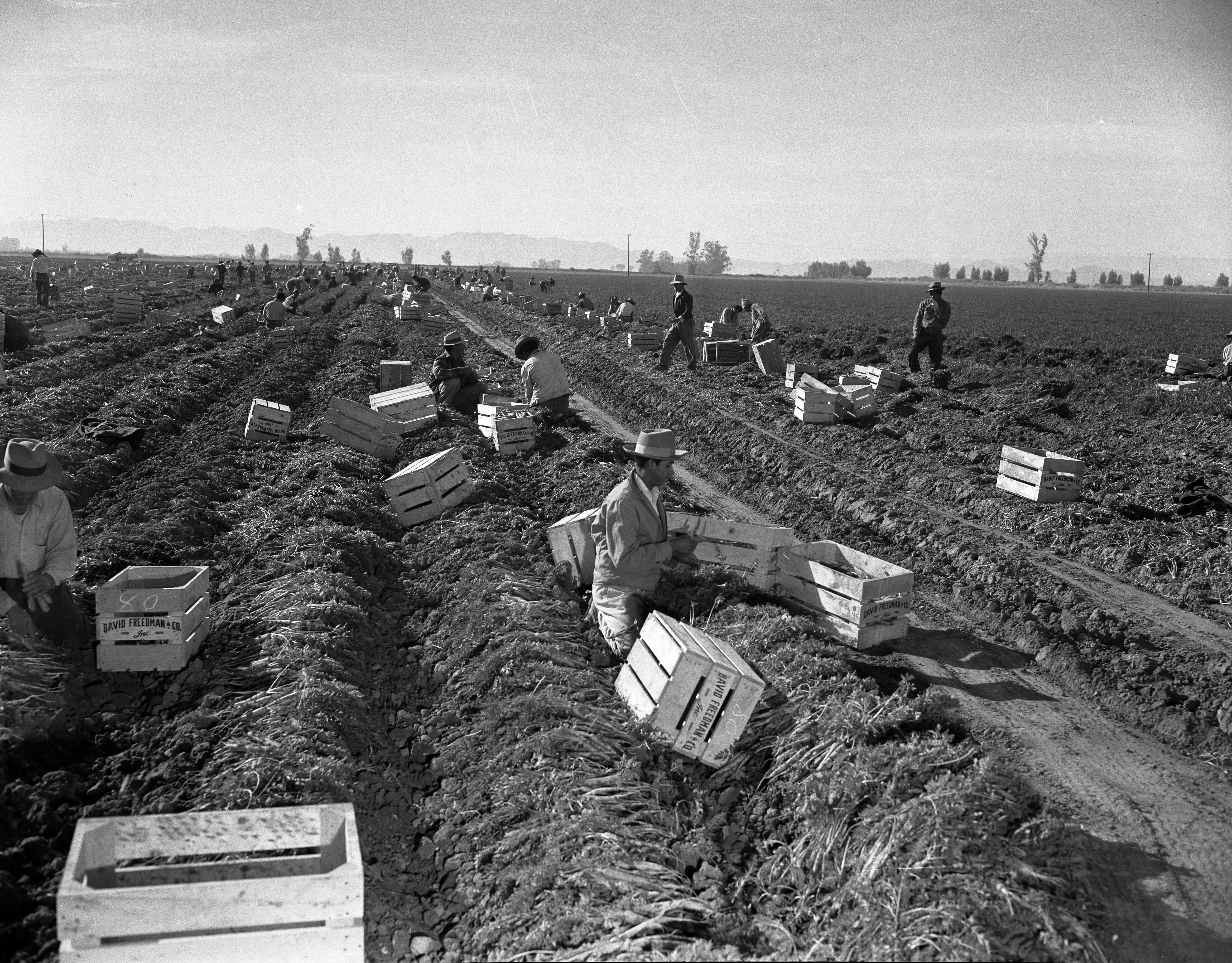
Muncitori recoltând morcovi în Imperial Valley, California, 1948

Deși e plantă bienală, morcovul este cultivat ca plantă anuală, deoarece cultivatorii sunt interesați de rădăcina tuberoasă și nu de sămânță. Morcovii sunt cultivați din semințe și pot dura până la patru luni (120 de zile) pentru a se maturiza, dar majoritatea soiurilor se maturizează în decurs de 70 până la 80 de zile în condițiile potrivite. Morcovii cresc cel mai bine în plin soare, dar tolerează și puțină umbră. Morcovul este adaptat unui climat rece și unui sezon lung de vegetație, fără extreme de temperatură sau umiditate. Temperatura optimă este 16° până la 21°C. O temperatură sub 16°C încetinește creșterea acestuia, iar temperatura solului pentru germinație ar trebui să fie de cel puțin 4,4°C înainte de însămânțare. Se recomandă însămânțarea semințelor de morcov la o adâncime de maxim 1 centimetru . După încolțire, recolta este în cele din urmă rărită la o distanță de 8-10 cm și plivită pentru a preveni competiția sub sol.
Morcovul este intolerant la secetă, iar irigarea este benefică deoarece menține solul umed. Solul ideal este adânc, afânat și bine drenat, nisipos sau lutos, cu un pH de 6,3 până la 6,8. Absența pietricelelor, pietrișului, bulgărilor și a altor obstacole este necesară pentru a preveni bifurcarea morcovilor. Solurile bogate sau stâncoase trebuie evitate, deoarece acestea vor face ca rădăcinile să devină păroase și/sau deformate. Îngrășământul trebuie aplicat în funcție de tipul de sol, deoarece cultura necesită niveluri scăzute de azot, moderate de fosfat și ridicate de potasiu. 

### Plante însoțitoare

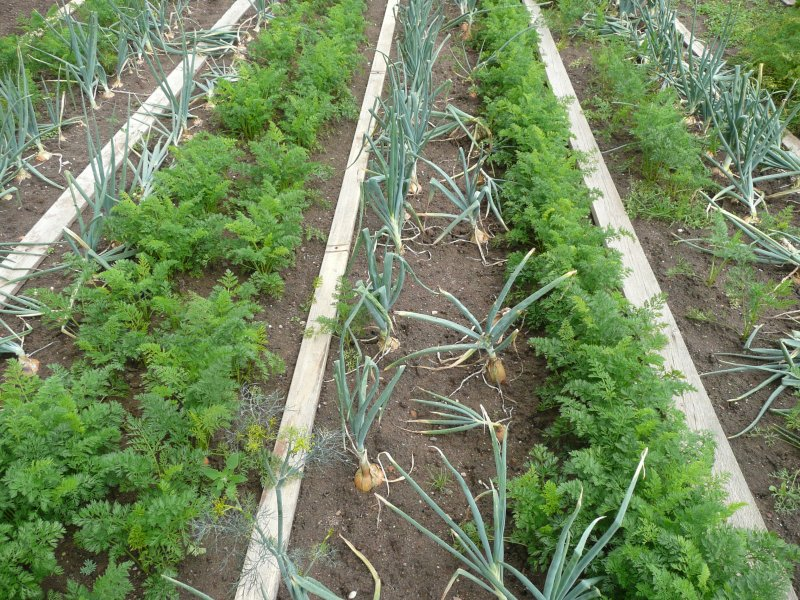
Plantarea morcovilor și cepei în rânduri alternante.

Morcovii beneficiază de plante însoțitoare puternic parfumate. Mirosul înțepător al cepei, prazului și usturoiului ajută la respingerea muștei morcovului. Alte legume care se potrivesc bine cu morcovii includ salata verde, roșiile și ridichile, precum și ierburile rozmarin și salvie. Morcovii prosperă în prezența chimenului, coriandrului, mușețelului, gălbenelei și margaretei Swan River. De asemenea, morcovii pot fi buni însoțitori pentru alte plante; dacă este lăsat să înflorească, morcovul, ca orice umbelifer, atrage viespi prădătoare care ucid mulți dăunători de grădină.

### Probleme de cultivare

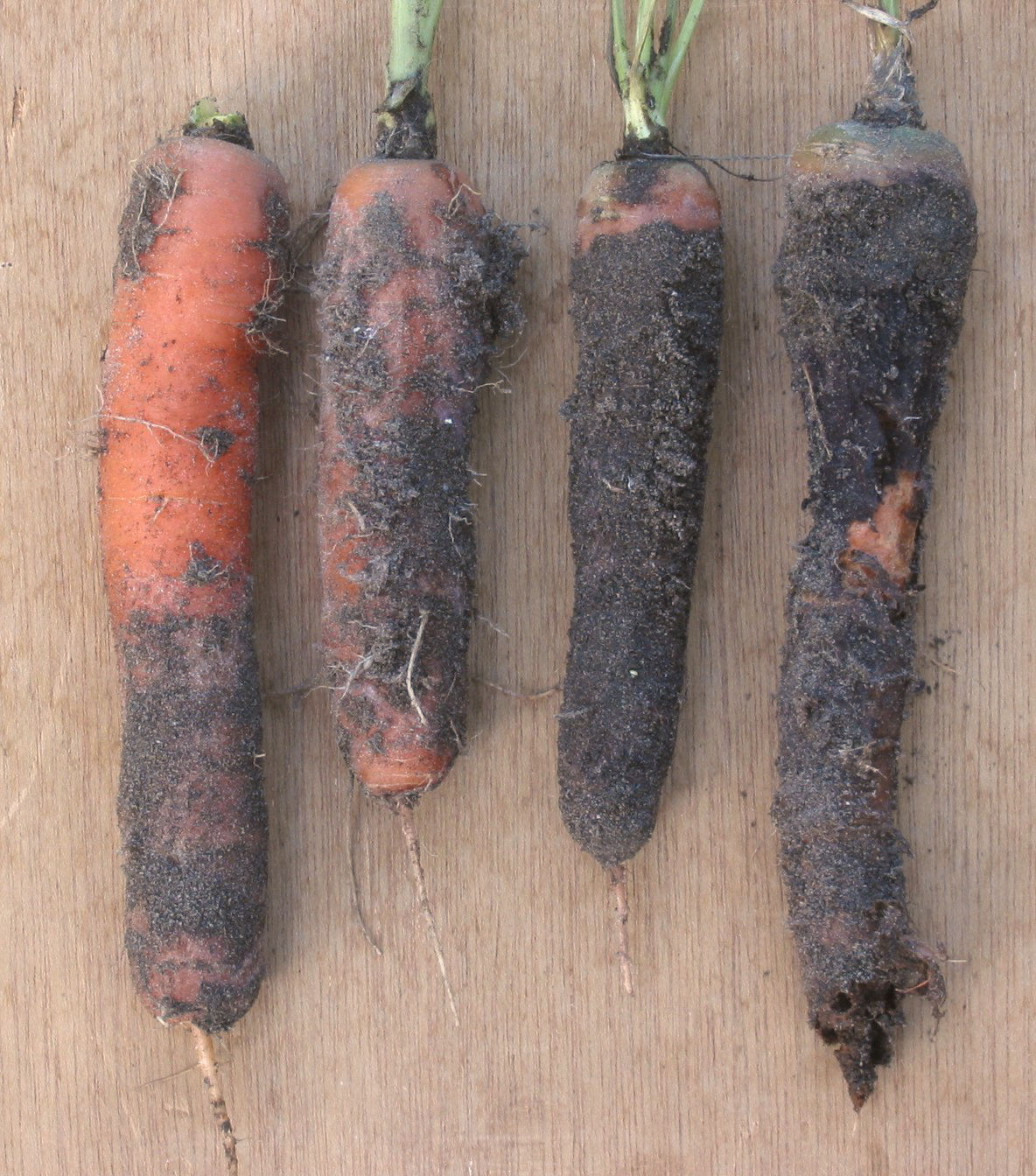
Morcovi infectați cu Helicobasidium brebissonii.

Există mai multe boli care pot reduce randamentul și valoarea de piață a morcovilor. Cea mai devastatoare boală a morcovului este boala frunzelor Alternaria, despre care se știe că elimină culturi întregi. Putregaiul negru Guignardia bidwellii sau Stemphylium radicinum distruge și frunze și rădăcini. O infecție bacteriană a frunzelor cauzată de Xanthomonas campestris poate fi, de asemenea, distructivă în zonele calde și umede. Nematozii nodul rădăcinilor (specia Meloidogyne) pot duce la rădăcini mici sau bifurcate sau gale. Pata cavității, cauzată de oomicetele Pythium violae si Pythium sulcatum, are ca rezultat leziuni de formă neregulată pe rădăcinile pivotante. Morcovii sunt vulnerabili la diverse boli virale (de ex. gabenul de aster, mozaicul de tutun, mozaicul de castravete), bacteriene (de ex. Agrobacterium tumefaciens), fungice (de ex. familia Fusarium), precum și la atacuri de nematode (de ex. din familia Melidorus sau Pratylenchus) și insecte (afide, muște, gărgărițe).
Aspectul fizic pot reduce valoarea culturilor de morcovi. Cele două forme principale de deteriorare sunt despicarea, prin care se dezvoltă o fisură longitudinală în timpul creșterii, care poate fi de câțiva centimetri pe toată lungimea rădăcinii, și ruperea, care are loc după recoltare. Aceste deformări pot afecta peste 30% din culturile comerciale. Factorii asociați cu nivelurile ridicate de despicare includ distanța mare între plante, însămânțarea timpurie, duratele lungi de creștere și genotipul.

### Recoltare, ambalare și depozitare
Se cultivă trei categorii de morcovi: primul este destinat consumului în stare proaspătă, al doilea pentru procesare, al treilea este destinat morcovilor baby. Morcovii proaspeți se recoltează ori manual ori industrial. Mașina de recoltat morcovi scutură mporcovii ușor ca să îi scoată din pământ fără sa-i rupă și apoi le răzuiește rădăcinile. Morcovii deteriorați și deformați sunt îndepărtați pentru a preveni două boli grave ale morcovilor depozitați, putregaiul moale bacterian și putregaiul moale Sclerotinia. Morcovii pot fi stivuiți în compartimente cu sistem de ventilație până la înălțimea maximă de 3 m. După recoltare, rădăcinile trebuie răcite foarte repede la 0°C și menținute la această temperatură și la o umiditate relativă de 98 %. Morcovii pot fi păstrați astfel timp de 6 luni. Ei pot fi depozitați în aceeași cameră cu alte culturi rădăcinoase, cum ar fi sfeclă, napi, păstârnac, rădăcină de țelină și rutabaga, care necesită condiții de depozitare similare. Pe de altă parte, nu se recomandă depozitarea morcovilor cu fructe sau legume care pot produce etilenă (de exemplu, bananele), pentru că aceasta face ca morcovul să devină amar.
Morcovii pot fi păstrați câteva luni la frigider sau peste iarnă într-un loc uscat, dar umed, răcoros. Pentru depozitare pe termen lung, morcovii nespălați pot fi plasați într-o găleată între straturi uscate de nisip, un amestec 50/50 de nisip și așchii de lemn sau în sol. Cele mai bune condiții sunt la o temperatură de la 0°-4°C și o umiditate de 90-95%. În timpul depozitării, morcovii pot deveni amari, pot albi sau pot deveni maronii, ceea ce duce la pierderi finaciare. Albirea sau maronirea pot fi contracarate prin aplicarea de filme comestibile, tratament termic, aplicare de hidrogen sulfurat și iradiere cu ultraviolete.

### Statut juridic
În cadrul Uniunii Europene, morcovul este, în textele de reglementare, clasificat drept legumă. Cu toate acestea, un regulament specifică că numai fructele pot fi folosite ca bază pentru fabricarea dulcețurilor. Pentru a proteja dulceața de morcovi, o specialitate locală portugheză, morcovul are așadar statutul legal de fruct și nu de legumă pentru această utilizare.

## Soiuri

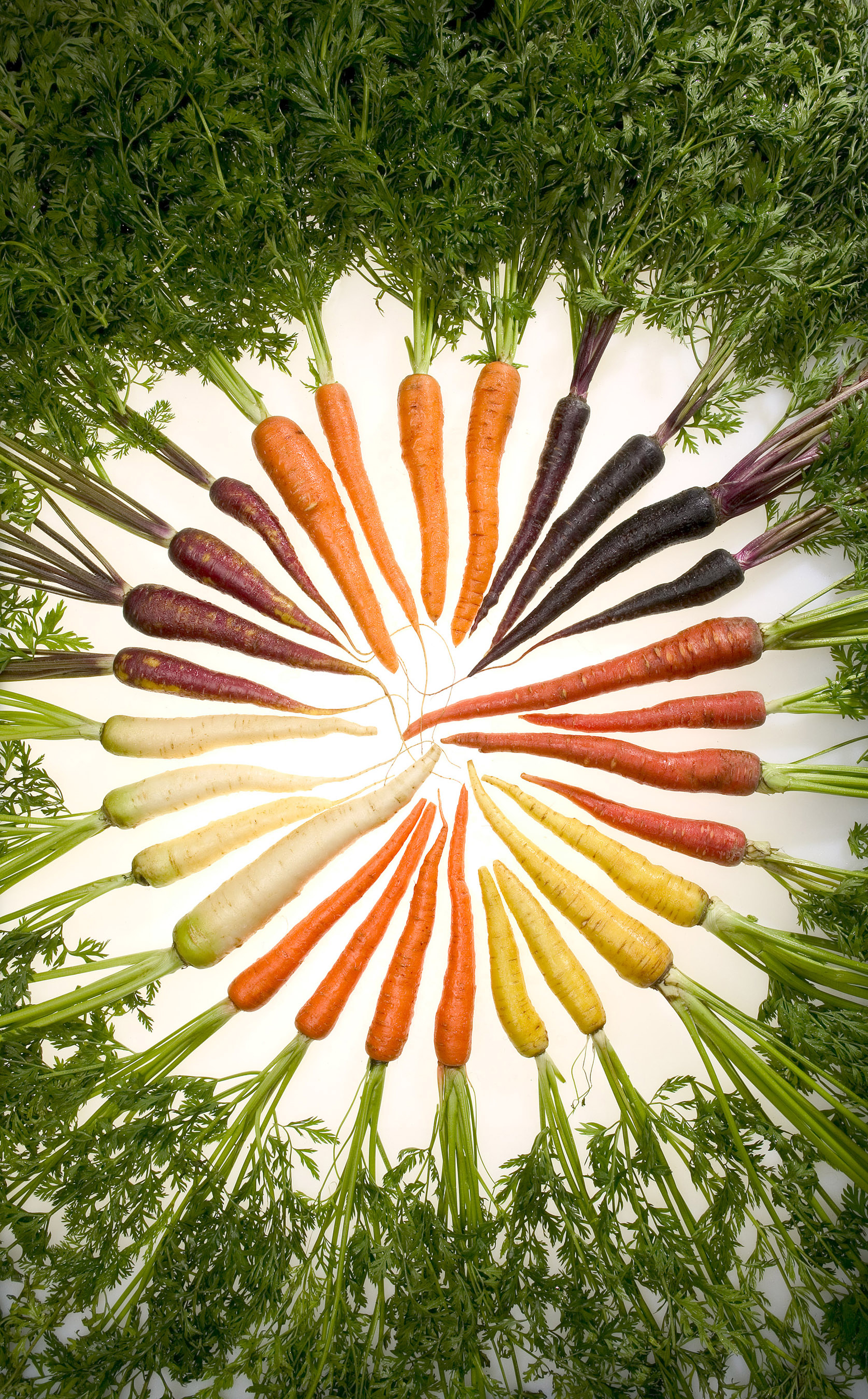
Morcovi într-o gamă de culori

Recent, morcovii au fost cultivați selectiv pentru anumite caracteristici dezirabile sau pur și simplu caracteristici noi. În 2021, erau peste 970 de soiuri (varietăți) cultivate enumerate în catalogul european de specii și soiuri și aproape 80 în catalogul francez. Morcovii pot fi categorisiți după mărime (scurt, semilung sau lung), formă (cilindric sau conic) și culoare (alb, galben, portocaliu, roșcat, violet, negru etc.). Soiurile de morcov pot fi grupate în două clase mari: morcovi „estici” și morcovi „vestici”.
Morcovii „estici” (Daucus carota subsp. sativus var. sativus) au fost domesticiți în Persia (probabil în ținuturile actuale ale Iranului și Afganistanului). Exemplarele de morcov de Est care supraviețuiesc până în zilele noastre sunt de obicei violet sau galben și au adesea rădăcini ramificate. Culoarea violet comună la acești morcovi este datorată pigmentului antocianină.
Morcovul „occidental” (Daucus carota subsp. sativus var. atrorubens) a apărut în Europa în secolul al XVII-lea, probabil  cultivat selectiv din morcovul „estic” pentru culoarea portocalie., care rezultă din carotenii abundenți în aceste soiuri.
Soiurile de morcov „occidental” sunt clasificate în mod obișnuit după forma rădăcinii lor. Cele patru tipuri generale sunt:
- Morcovi Chantenay. Deși rădăcinile sunt mai scurte decât alte soiuri, au frunziș viguros și circumferință mai mare la bază și vârf rotunjit. Se depozitează bine, au un miez de culoare deschisă și sunt folosite în cea mai mare parte pentru prelucrare. Soiurile includ „Carson Hybrid” și „Red Cored Chantenay”.
- Morcovi Danvers. Aceștia au frunziș mare și viguros, iar rădăcinile sunt mai lungi decât tipurile Chantenay, avînd o formă conică bine definită, care se îngustează până la un punct ascuțit. Sunt ceva mai scurți decât soiurile Imperator, dar mai toleranți la condițiile nefavorabile ale solului. Soiurile Danvers se păstrează bine și sunt folosite atât în stare proaspătă, cât și pentru procesare. Au fost dezvoltate în 1871 în Danvers, Massachusetts.[55] Soiurile includ „Danvers Half Long” și „Danvers 126”.
- Morcovi Imperator. Acest soi are frunziș viguros, are un conținut ridicat de zahăr și are rădăcini lungi și subțiri, care se îngustează până la un vârf ascuțit. Tipurile Imperator sunt cele mai cultivate de cultivatorii comerciali.  Soiurile includ „Imperator 58” și „Sugarsnax Hybrid”.
- Morcovi din Nantes. Aceștia au frunziș rar și rădăcini scurte, cilindrice, cu un vârf mai aplatizat decât tipurile Imperator și ating producții mari într-o gamă largă de condiții. Învelișul exterior este ușor deteriorat, iar miezul este profund pigmentat. Acești morcovi sunt fragili, bogați în zahăr și se păstrează mai puțin bine decât alte tipuri.  Soiurile includ „Nelson Hybrid”, „Scarlet Nantes” și „Sweetness Hybrid”.

Programele de creștere a morcovilor au dezvoltat noi soiuri pentru a avea cantități dense de pigmenți acilați stabili chimic, cum ar fi antocianina, care îmbogățesc culoarea morcovului în funcție de densitatea și tipul de antocianine pentru a produce diferite culori de morcovi. Unui anumit soi îi lipsește carotenul, deci pigmentul portocaliu obișnuit, și are o culoare albă datorită unei gene recesive pentru tocoferol (vitamina E), dar acest soi și morcovii sălbatici nu oferă cantități semnificative din punct de vedere nutrițional de vitamina E.

## Producție
| Producția de morcovi și napi* – 2020                    | Producția de morcovi și napi* – 2020 |
| Țară                                                    | (Millioane de tone)                  |
| ------------------------------------------------------- | ------------------------------------ |
| China                                                   | 18.1                                 |
| Uzbekistan                                              | 2.9                                  |
| Statele Unite ale Americii                              | 1.6                                  |
| Rusia                                                   | 1.4                                  |
| Indonezia                                               | 0.7                                  |
| Kazahstan                                               | 0.6                                  |
| Japonia                                                 | 0.6                                  |
| Total                                                   | 41                                   |
| * Morcovii și napii sunt combinați de FAOSursa: FAOSTAT |                                      |

În 2020, producția mondială de morcovi (combinată cu napi) a fost de 41 de milioane de tone, China producând 44% din totalul mondial (tabel). Alți producători importanți au fost Uzbekistan și Statele Unite.

## Utilizare

### Consum alimentar

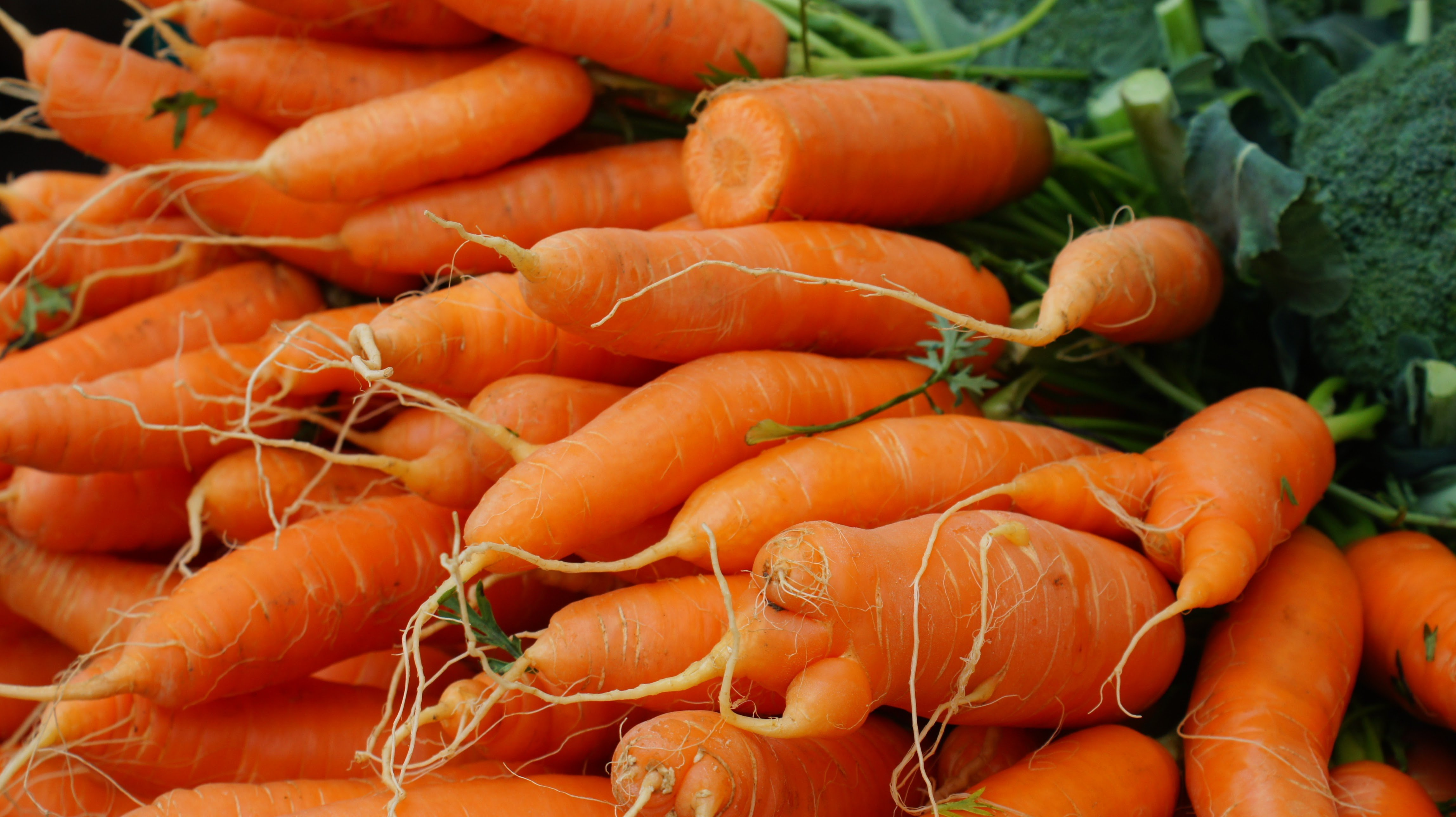
Morcovi în Piața Centrală din Ljubljana

Morcovii pot fi consumați într-o varietate de moduri. O mare parte sunt consumați cruzi, în salate sau de sine stătători, ca gustare. Doar 3% din β-carotenul din morcovii cruzi este eliberat în timpul digestiei; acest procent poate fi îmbunătățit până la 39% prin gătit și adăugarea de ulei pentru gătit. Morcovii pot fi tocați și prăjiți, fierți, fierți la abur, gătiți în supe și tocane, precum și făcuți piure pentru nou născuți și animale de companie. Împreună cu ceapa și țelina, morcovii sunt una dintre legumele primare folosite pentru a face mirepoix, bază pentru supe și tocănițe. Morcovii pot fi păstrați la borcan fie sub formă de zacuscă, fie murați.
Frunzele sunt comestibile, dar sunt rareori consumate de oameni; unele surse sugerează că frunzele conțin alcaloizi toxici. Când sunt utilizați pentru frunze, morcovii sunt recoltați tineri, în plantații de mare densitate, înainte de dezvoltarea semnificativă a rădăcinilor. Apoi frunzele sunt de obicei prăjite sau folosite crude în salate.
Unii oameni sunt alergici la morcovi. Într-un studiu din 2010 privind prevalența alergiilor alimentare în Europa, 3,6% dintre adulții tineri au prezentat un anumit grad de sensibilitate la morcovi. Deoarece principalul alergen din morcov, proteina Dauc c 1.0104, similar cu omologii săi din polenul de mesteacăn (Bet v 1) și polenul de Artemisia (Art v 1), majoritatea alergicilor la morcov sunt, de asemenea, alergici și la polenul  acestor plante.
În India, morcovii sunt folosiți într-o varietate de moduri, ca salate sau ca legume adăugate la orezul picant sau mâncărurile dal. O variantă populară în nordul Indiei este desertul de morcovi Gajar Ka Halwa, care este făcut din morcovi răzuiți și fierți în lapte până când întregul amestec este solid, după care se adaugă nuci și unt. Salatele de morcovi sunt de obicei făcute din morcovi rași și condimentate cu semințe de muștar și ardei iuți verzi puși în ulei încins. Morcovii pot fi, de asemenea, tăiați în fâșii subțiri și adăugați la orez, pot face parte dintr-un stir fry sau pot fi amestecați cu tamarindul pentru a face chutney.
De la sfârșitul anilor 1980, morcovii mici sau mini-morcovii, care sunt de fapt morcovi adulți ce au fost curățați și tăiați în cilindri uniformi, au fost o gustare populară gata de consumat disponibilă în multe supermagazine. Morcovii sunt pasați în piure și folosiți ca hrană pentru bebeluși, pot fi deshidratați pentru a face chipsuri, fulgi și pudră sau pot fi feliați subțiri și prăjiți, precum chipsurile de cartofi.
Dulceața morcovilor permite ca legumele să fie folosite în unele roluri asemănătoare fructelor. Morcovii rași sunt folosiți în prăjiturile cu morcovi, precum și în budinci de morcovi, un preparat englezesc despre care se crede că a apărut la începutul secolului al XIX-lea. Morcovii pot fi folosiți fie singuri, fie amestecați cu fructe în gemuri și conserve. Sucul de morcovi este, de asemenea, comercializat pe scară largă, în special ca băutură sănătoasă, fie de sine stătătoare, fie în amestec cu sucuri extrase din fructe și alte legume. Se poate face și vin din morcovi .    
Consumul excesiv de morcovi poate duce la carotenemie, o decolorare galben-portocalie a pielii cauzată de acumularea de carotenoizi.

#### Carte de bucate
Mai jos este listă orientativă și neexhaustivă de rețete de gătit în care morcovii sunt ingredientele principale:
- Apiu - gustare a evreilor din Balcani făcută din morcovi și rădăcină de țelină
- Budincă de morcovi
- Chec de morcovi
- Cezerye – un desert turcesc cu gelatină și morcovi
- Dulceață de morcovi - o specialitate portugheză
- Gajar ka halwa - desert indian
- Hutspot - un piure din morcovi, cartofi și ceapă din bucătăria olandeză
- Morcovi julienne[74]
- Morcovi glazurați - o garnitură populară din morcovi caramelizați
- Murături cu morcovi
- Porkkanalaatikko - o mâncare suedeză făcută la cuptor din morcovi-piure, lapte și orez.
- Supă-cremă de morcovi
- Supă de morcovi
- Tort de morcovi - consumat mai ales în Statele Unite ale Americii
- Zacuscă

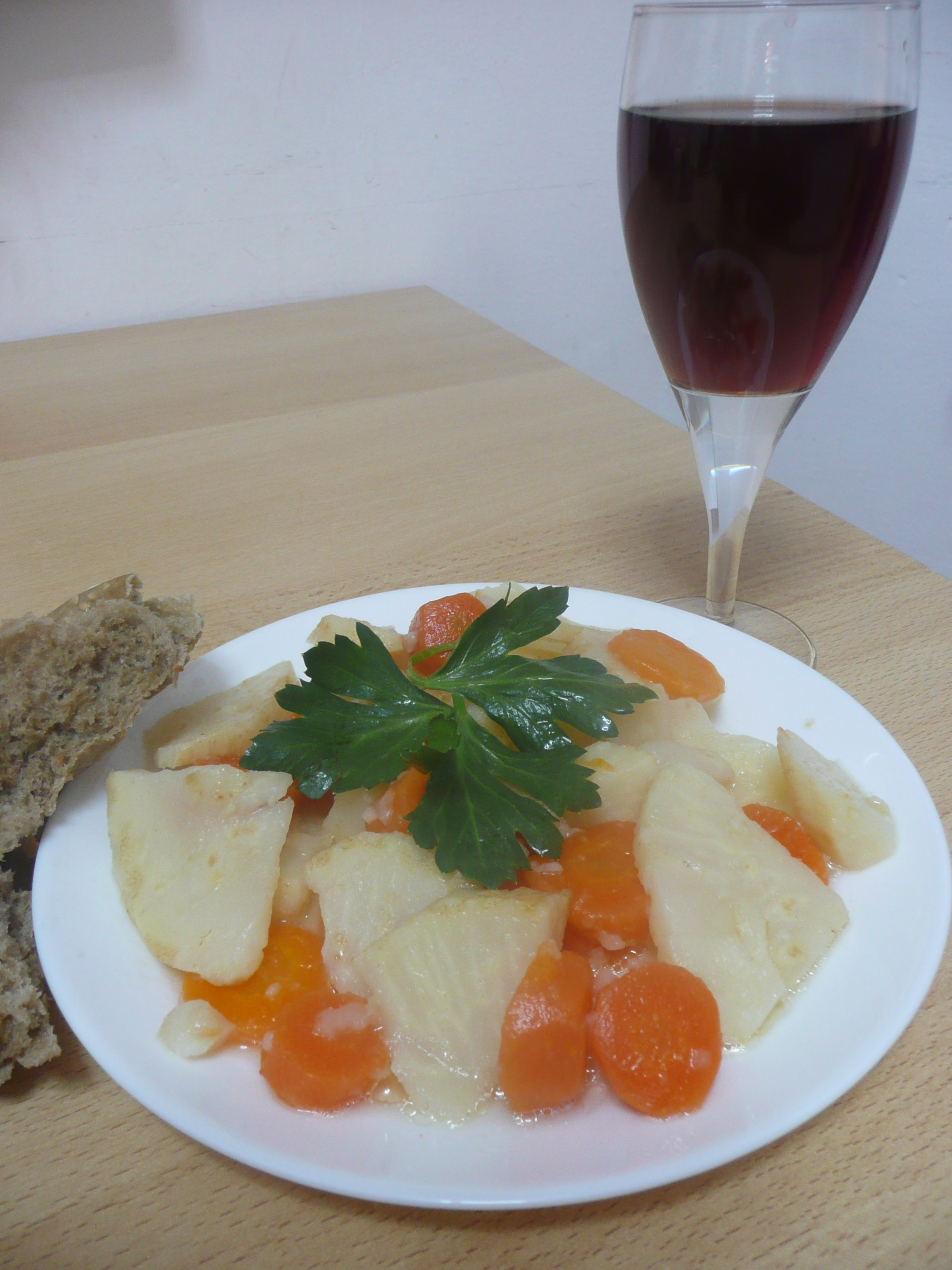
Apiu, o gustare evreiască făcută din morcovi și rădăcină de țelină
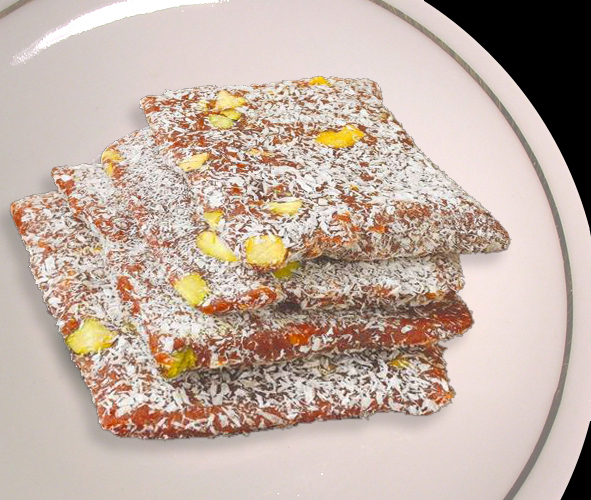
Cezerye, un desert turcesc cu morcovi
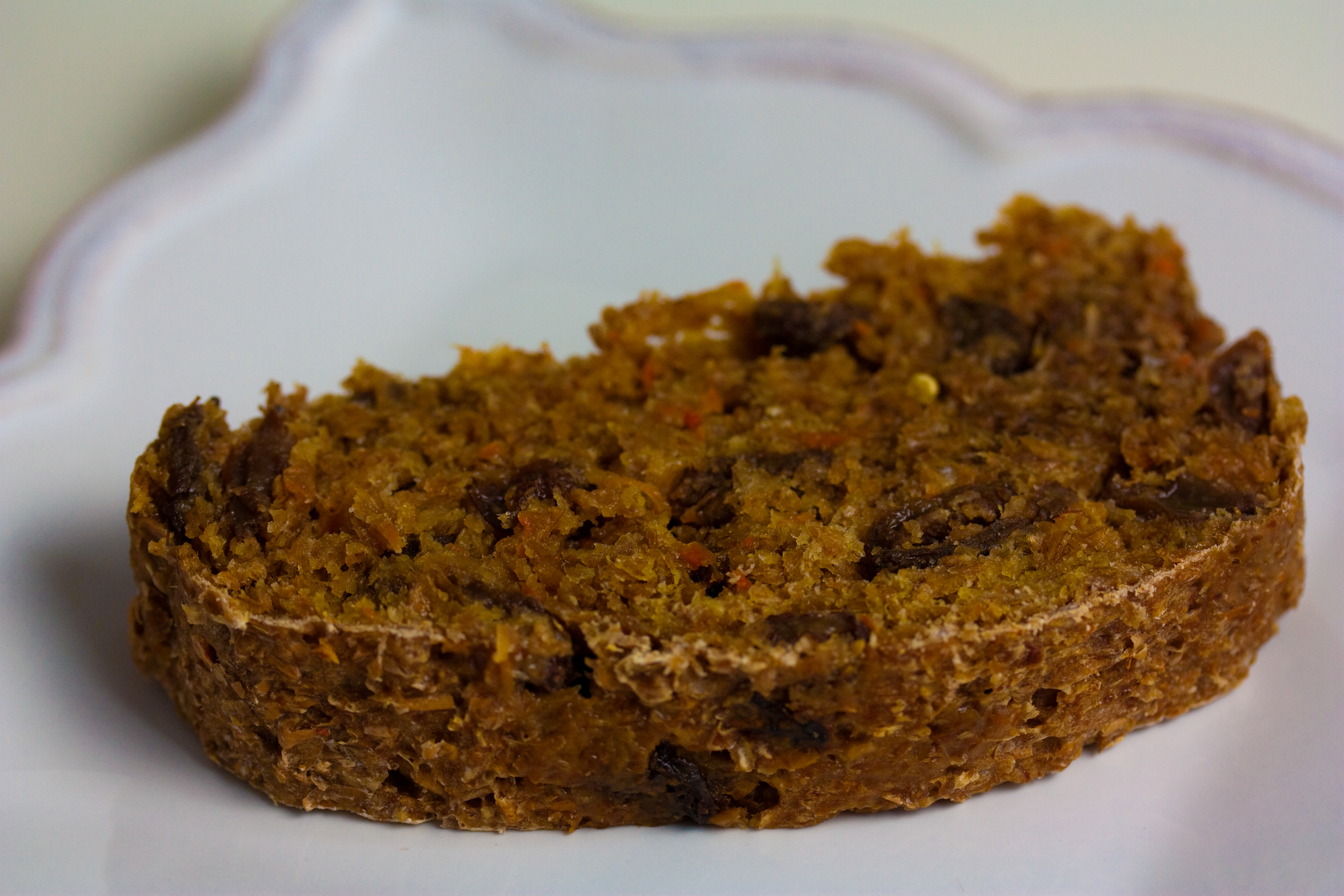
Chec de morcovi cu stafide
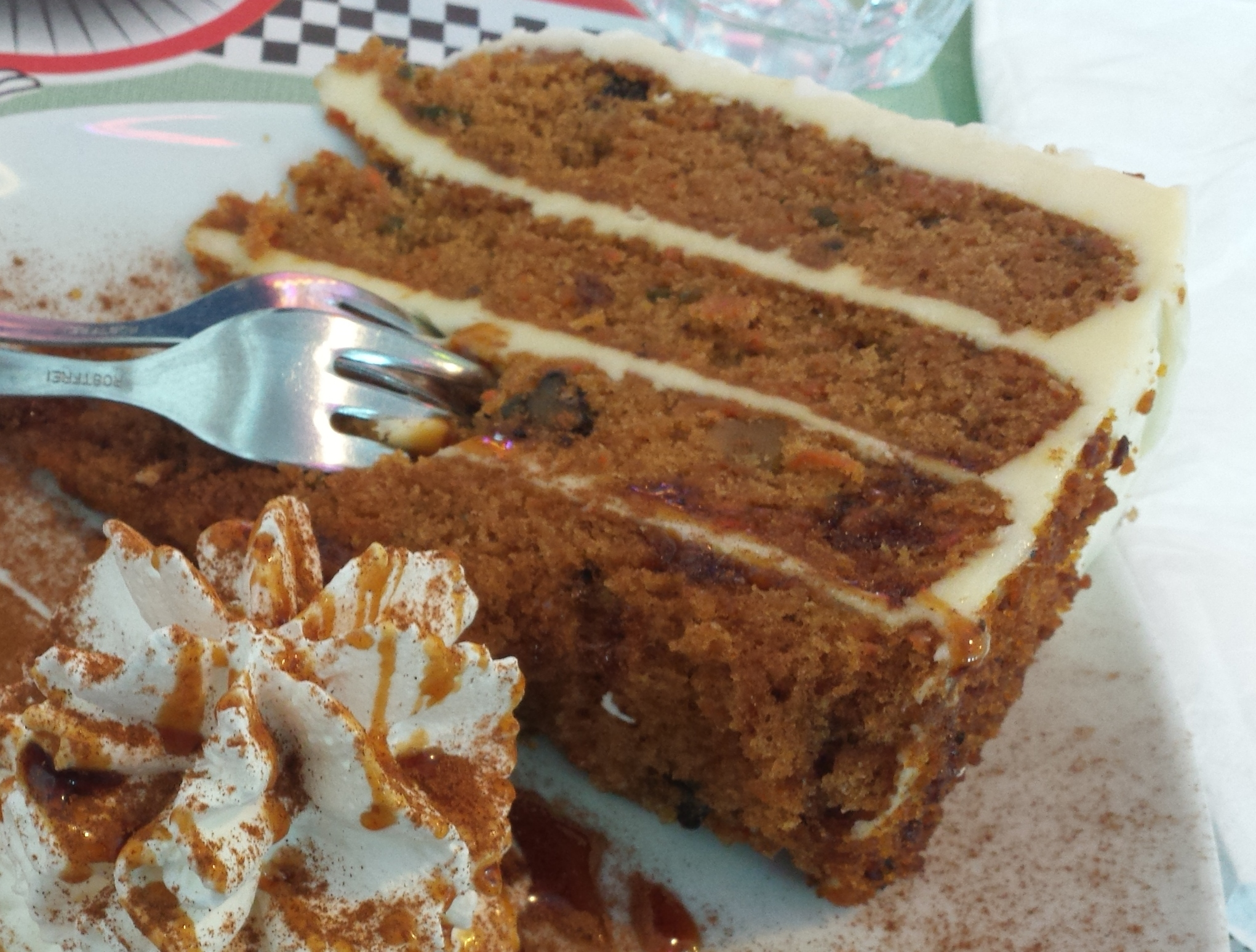
Tort de morcovi
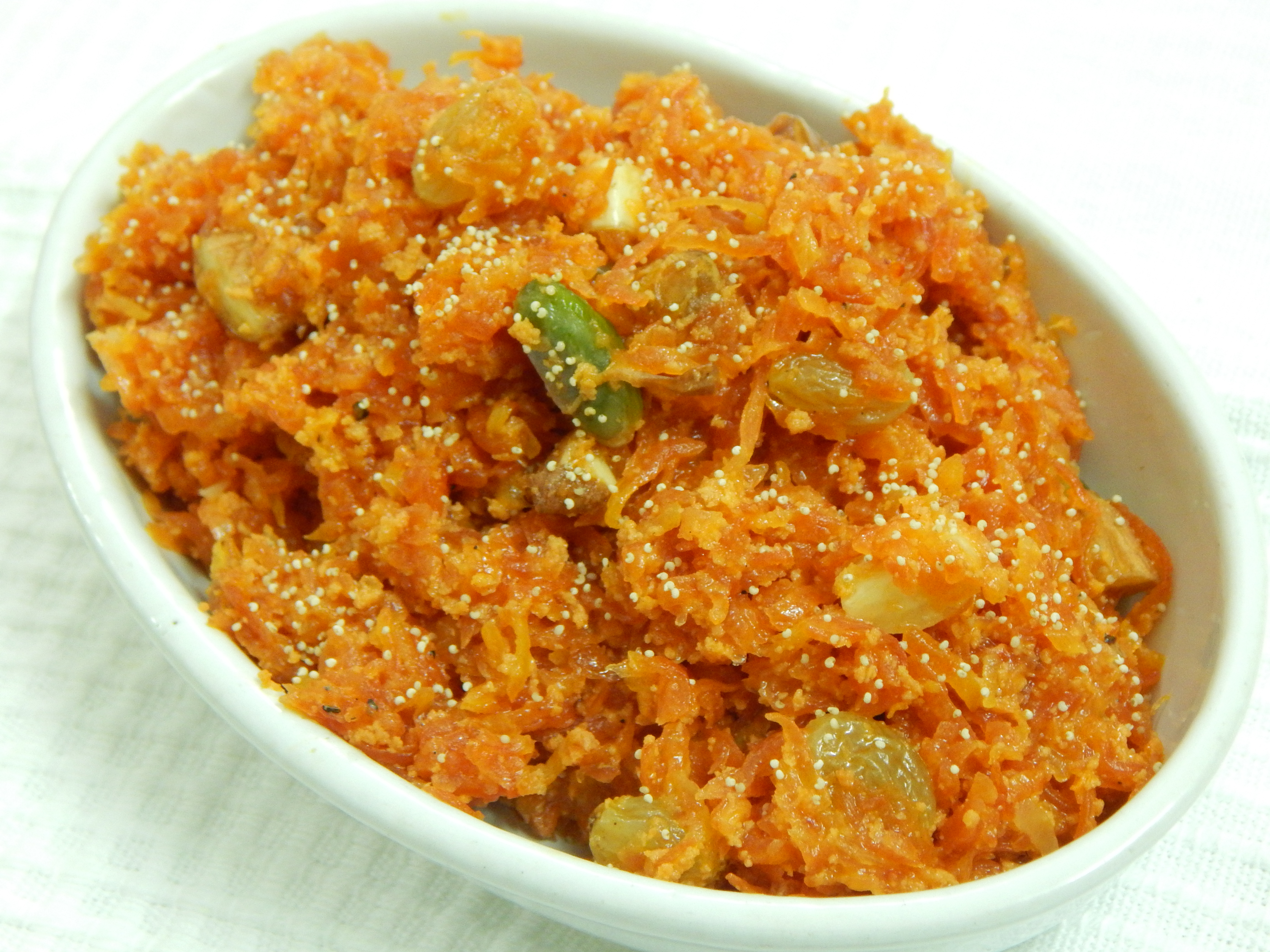
Gajar ka halwa, un desert indian
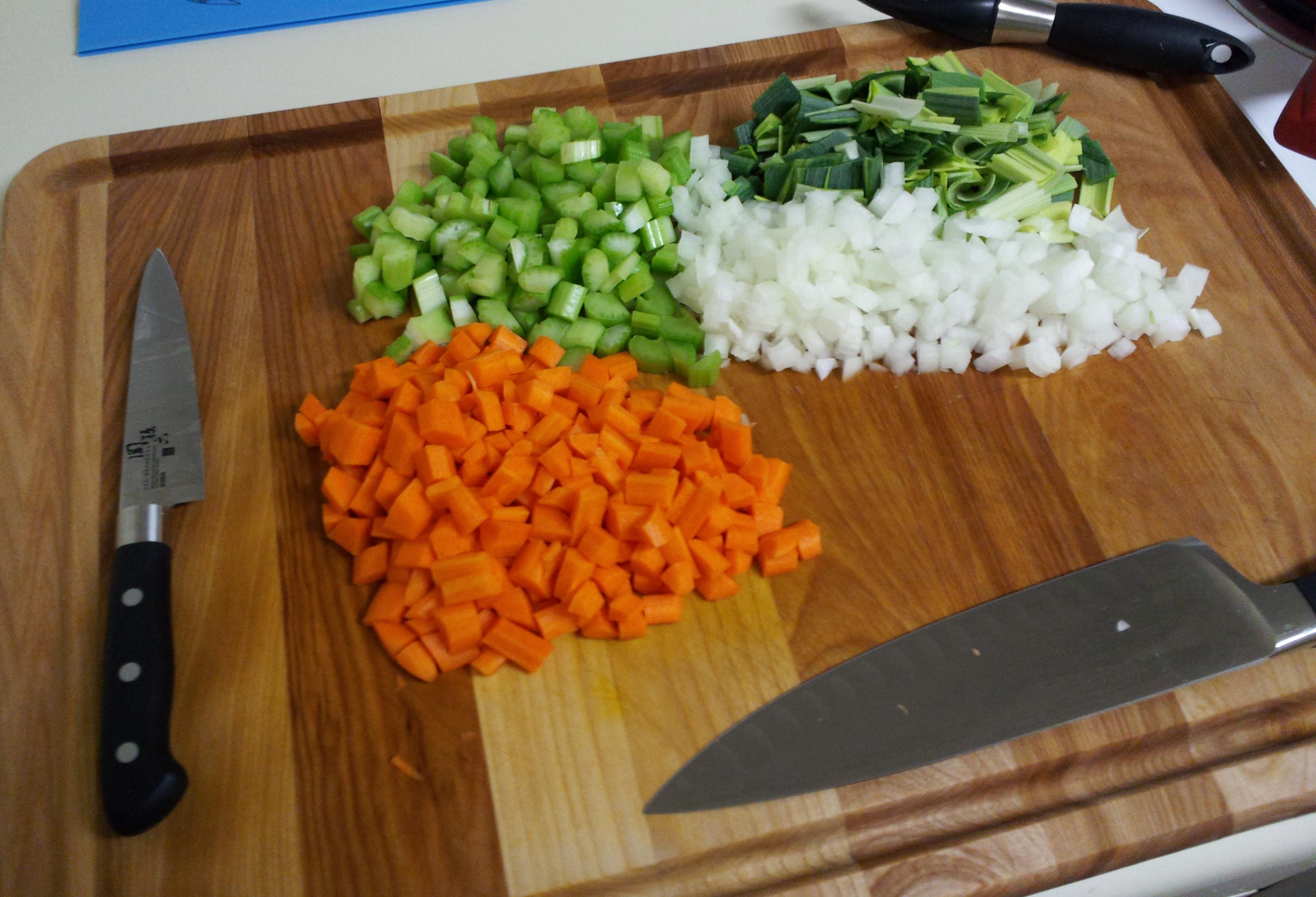
Mirepoix, bază pentru supe și tocane: morcovi, ceapă, țelină și (opțional) praz
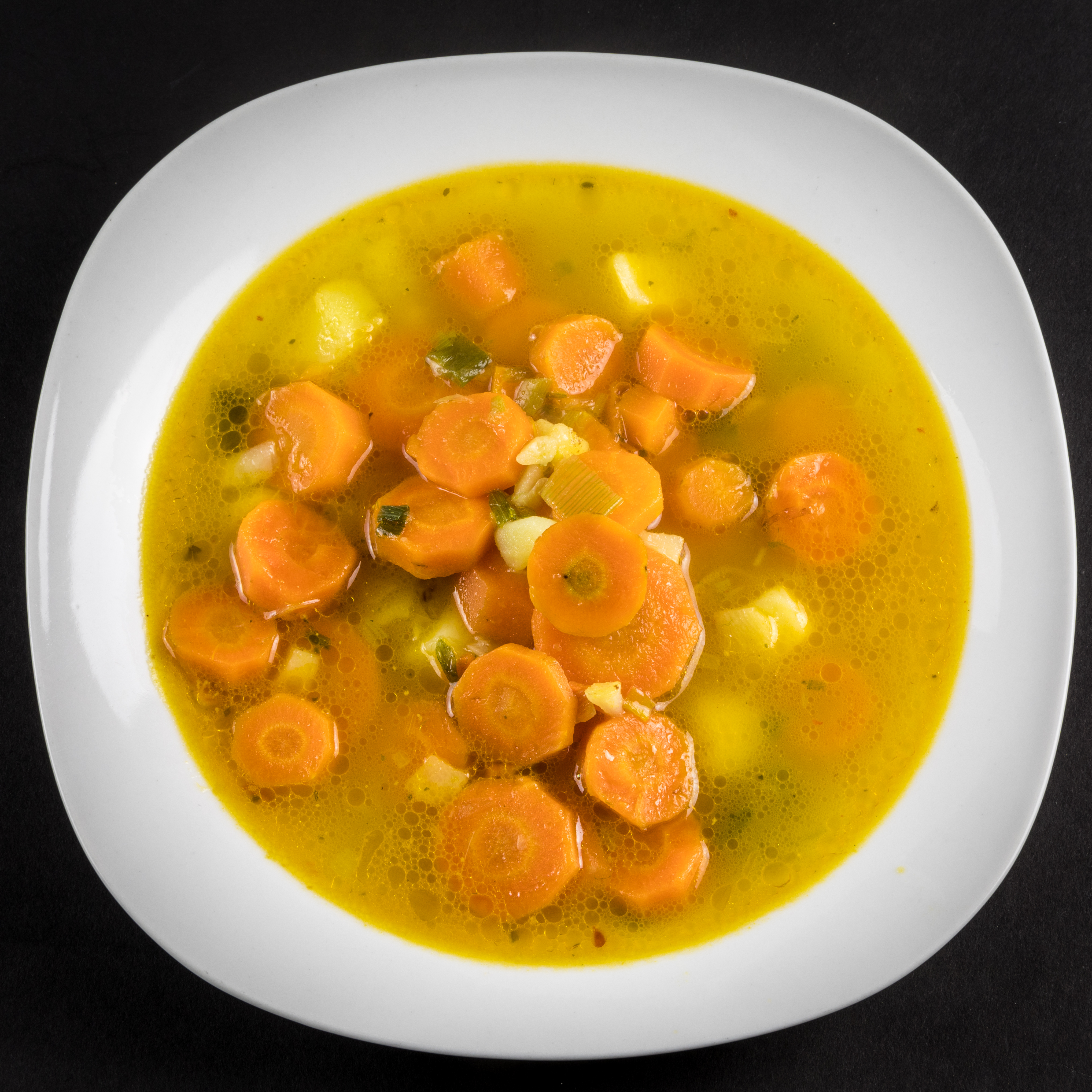
Supă de morcovi
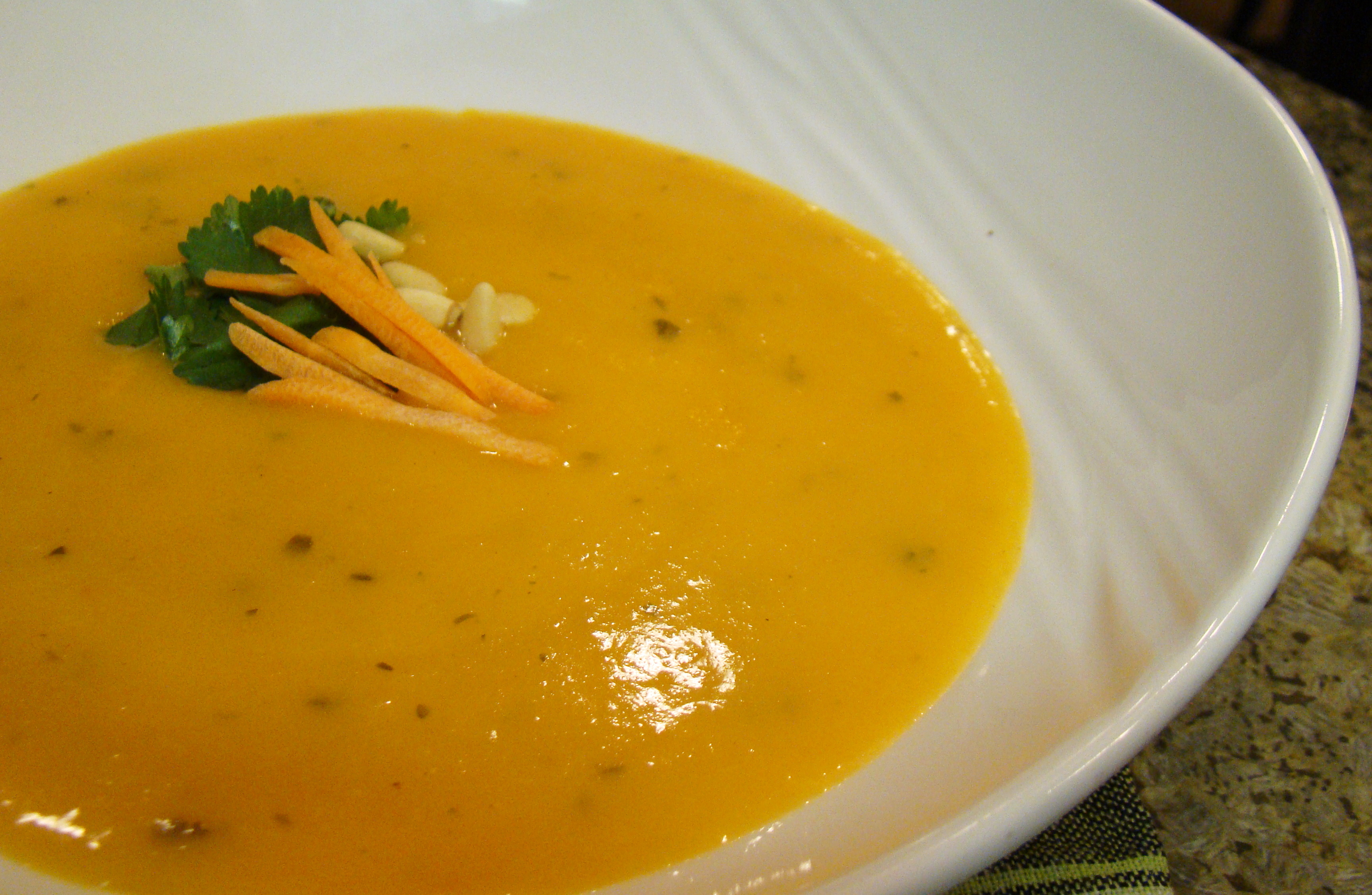
Supă-cremă de morcovi
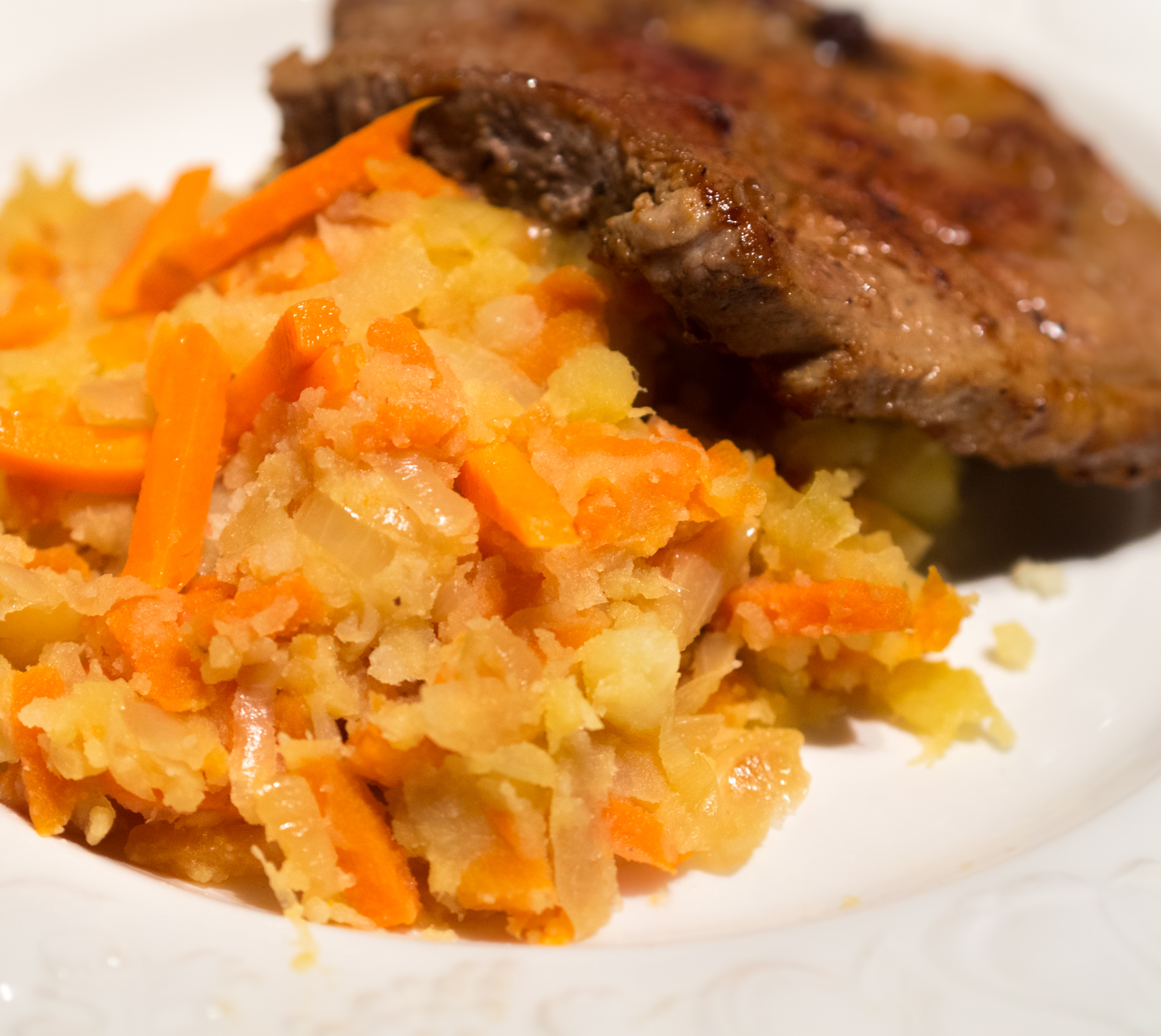
Hutspot, un piure olandez din morcovi, cartofi și ceapă
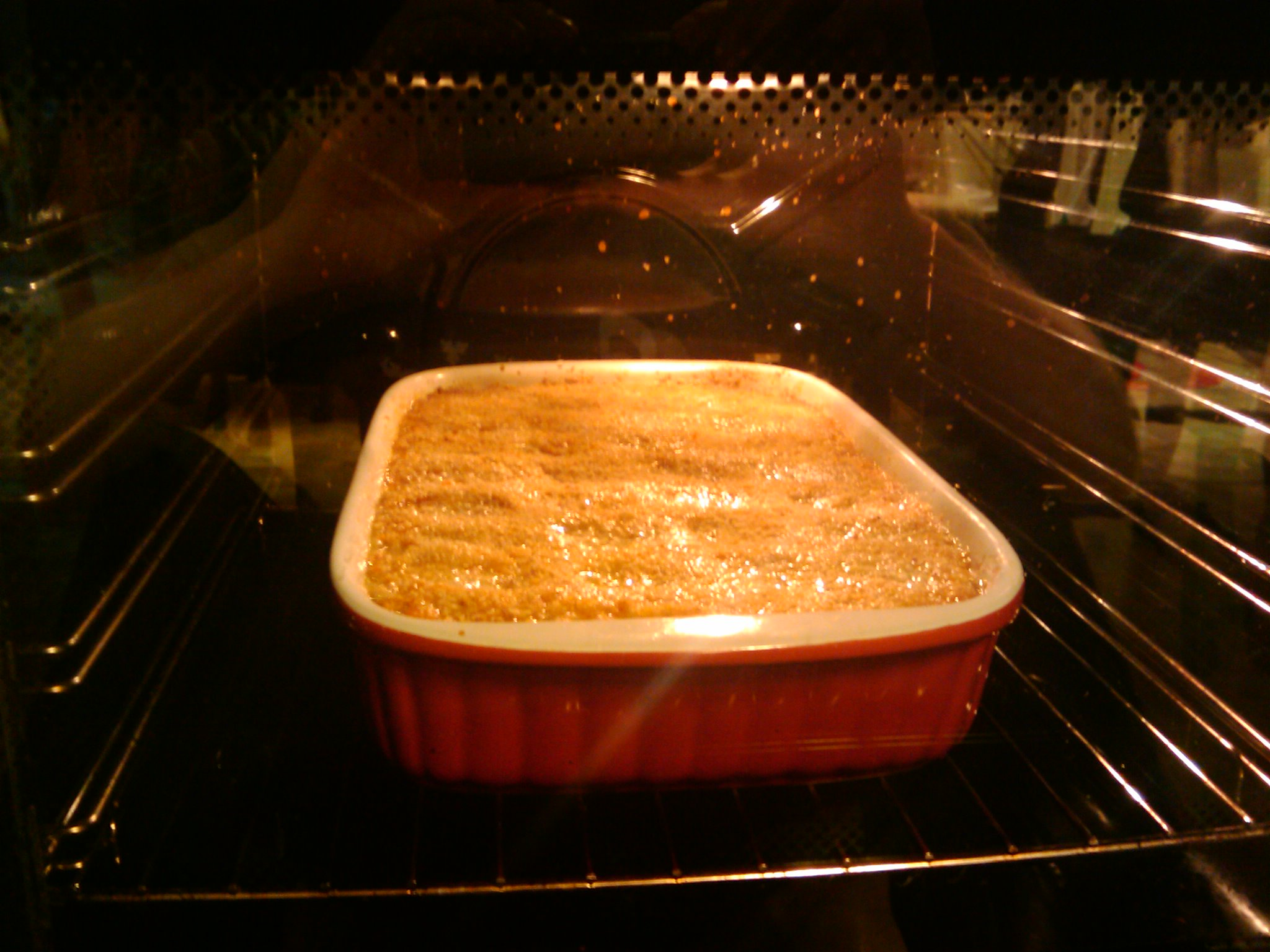
Porkkanalaatikko, o mâncare suedeză din morcovi-piure, lapte și orez

### Nutriție
Morcovii cruzi sunt compuși din 88% apă, 9% glucide, 0,9% proteine, 2,8% fibre alimentare, 1% cenușă și 0,2% grăsimi. Fibrele dietetice de morcov conțin în cea mai mare parte celuloză, cu proporții mai mici de hemiceluloză, lignină și amidon. Zaharurile libere din morcov includ zaharoza, glucoza si fructoza.
Morcovul capătă culoarea portocalie strălucitoare caracteristică din β-caroten și cantități mai mici de α-caroten, γ-caroten, luteină și zeaxantină. α- și β-carotenii sunt parțial metabolizați în vitamina A, oferind mai mult de 100% din valoarea zilnică (VD) la 100 g de morcovi (tabelul din dreapta). Morcovii sunt, de asemenea, o sursă bună de vitamina K (13% DV) și vitamina B6 (11% DV), dar în rest au conținut modest de alți nutrienți esențiali (tabel). Conținutul de vitamina C este relativ scăzut (7 mg  la 100 g). Morcovul conține toate vitaminele B, cu excepția B12.

### Alte întrebuințări
Morcovii care nu sunt destinați consumului uman datorită aspectului sau condiției lor pot fi folosiți ca furaj.
Floarea morcovului este căutată de albine. Albinele care se hrănesc cu nectar de morcovi produc multă miere, care este însă de calitate medie.
Un soi de morcov numit „Dara” este cultivat ca plantă ornamentală, pentru florile sale decorative.

## Simbolism și uz popular

### Vedere nocturnă
Provitamina A β-carotenul din morcovi nu ajută de fapt oamenii să vadă în întuneric decât dacă suferă de deficiență de vitamina A. Acest mit a fost propaganda folosită de Royal Air Force a Marii Britanii în timpul celui de-al Doilea Război Mondial pentru a explica succesul piloților britanici în timpul luptelor aeriene de noapte: ei au vedere nocturnă mai bună pentru că mănâncă morcovi bogați în vitamina A. În realitate, succesul piloților a fost datorat tehnologiei radar nou adoptate.
Cu toate acestea, consumul de morcovi a fost susținut în Marea Britanie la acea vreme, ca parte a campaniei Dig for Victory. Un program radio numit The Kitchen Front i-a încurajat pe oameni să cultive, să depoziteze și să folosească morcovi în diferite moduri noi, inclusiv făcând dulceață de morcovi și plăcintă Woolton, numită după Lord Woolton, ministrul alimentației de atunci. Propaganda a fost eficace și publicul britanic în timpul celui de-al Doilea Război Mondial credea în general că consumul de morcovi îi va ajuta să vadă mai bine noaptea. Acest intereres crescut în morcovi a avut ca rezultat, în 1942, un surplus de 100.000 de tone de morcovi provenit din producția suplimentară.